# Isolato

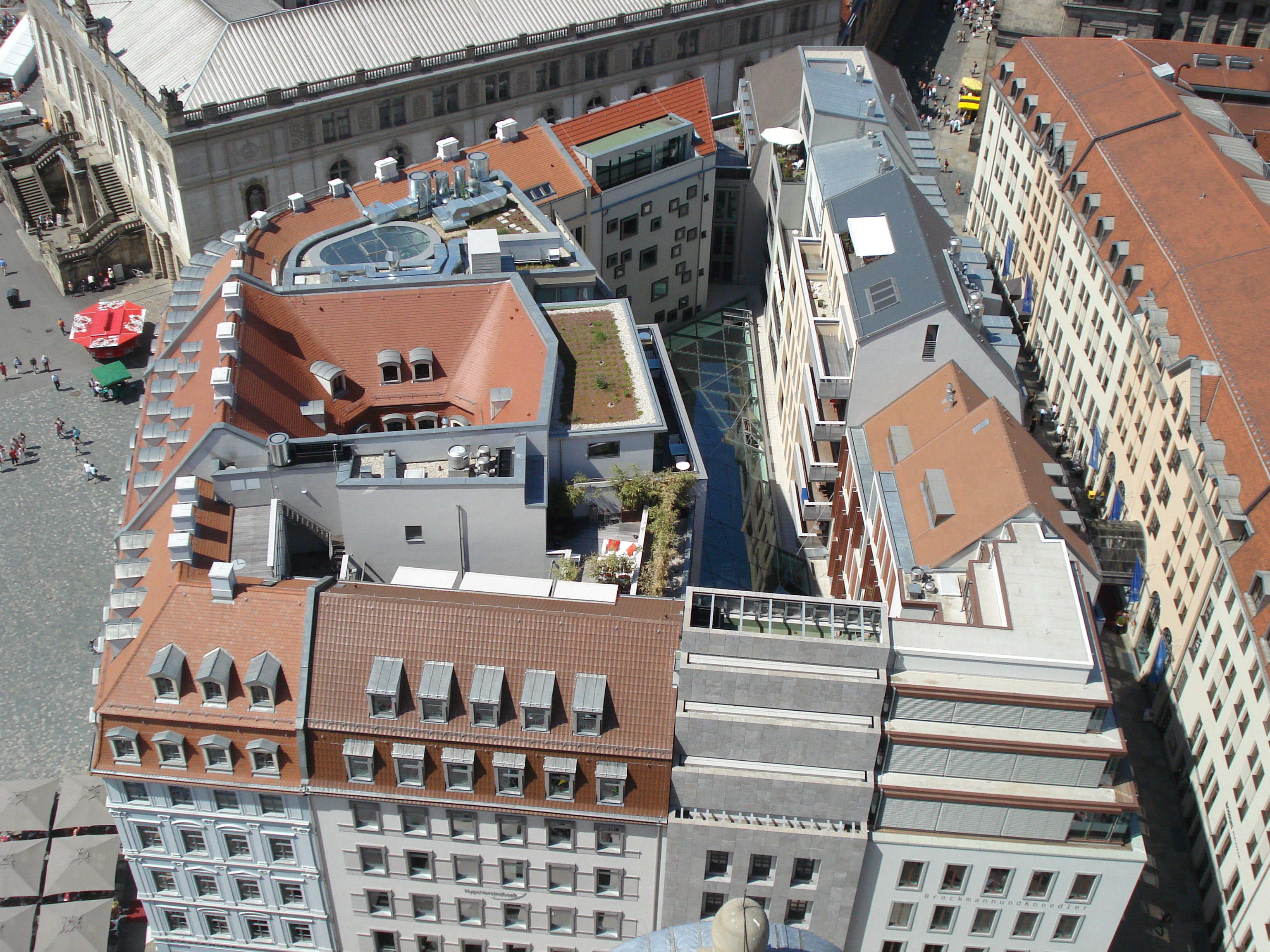
Un isolato della città di Dresda, in una foto del 2008

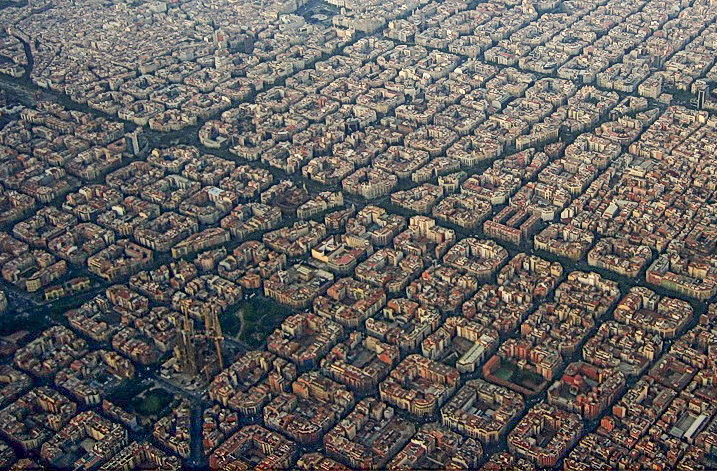
Barcellona, la griglia degli isolati dell'Eixample, in una foto del 2007; nella panoramica è possibile notare sia la tipica forma degli isolati regolari e squadrati che quella degli isolati più irregolari e dalla forma triangolata

In urbanistica, per isolato (in francese îlot urbain, in inglese block, in spagnolo manzana, in tedesco Häuserblock) si intende ognuna delle aree fabbricate o fabbricabili, circoscritte dalla maglie della rete stradale di una città, costituenti un unico blocco di costruzioni e che può avere forma ed ampiezza diversa in relazione alle vie che la racchiudono.
L'isolato viene considerato l'unità elementare dello spazio urbano.
A seconda della pianta delle città può avere forma rettangolare, quadrata o anche trapezoidale.

## Storia
L'urbanizzazione con una griglia di isolati di forma regolare (ad esempio a scacchiera) esisteva già prima dell'epoca romana e fu generalizzata nel periodo dell'Alto Impero, prendendo anche a modello gli accampamenti militari dell'epoca. Questa forma di urbanizzazione è stata nuovamente adottata in modo massiccio nel XIX secolo come supporto alla rapida estensione delle aree urbane avvenuta in quel periodo, spesso su territori colonizzati a seguito della rivoluzione industriale. Tale scelta si fondava su un ideale di equilibrio e di parità nell'accesso degli individui alle risorse (in questo caso aria e luce) più che sull'analisi delle funzionalità richieste all'insieme costruito nei suoi rapporti con il territorio circostante.